# Reichstag

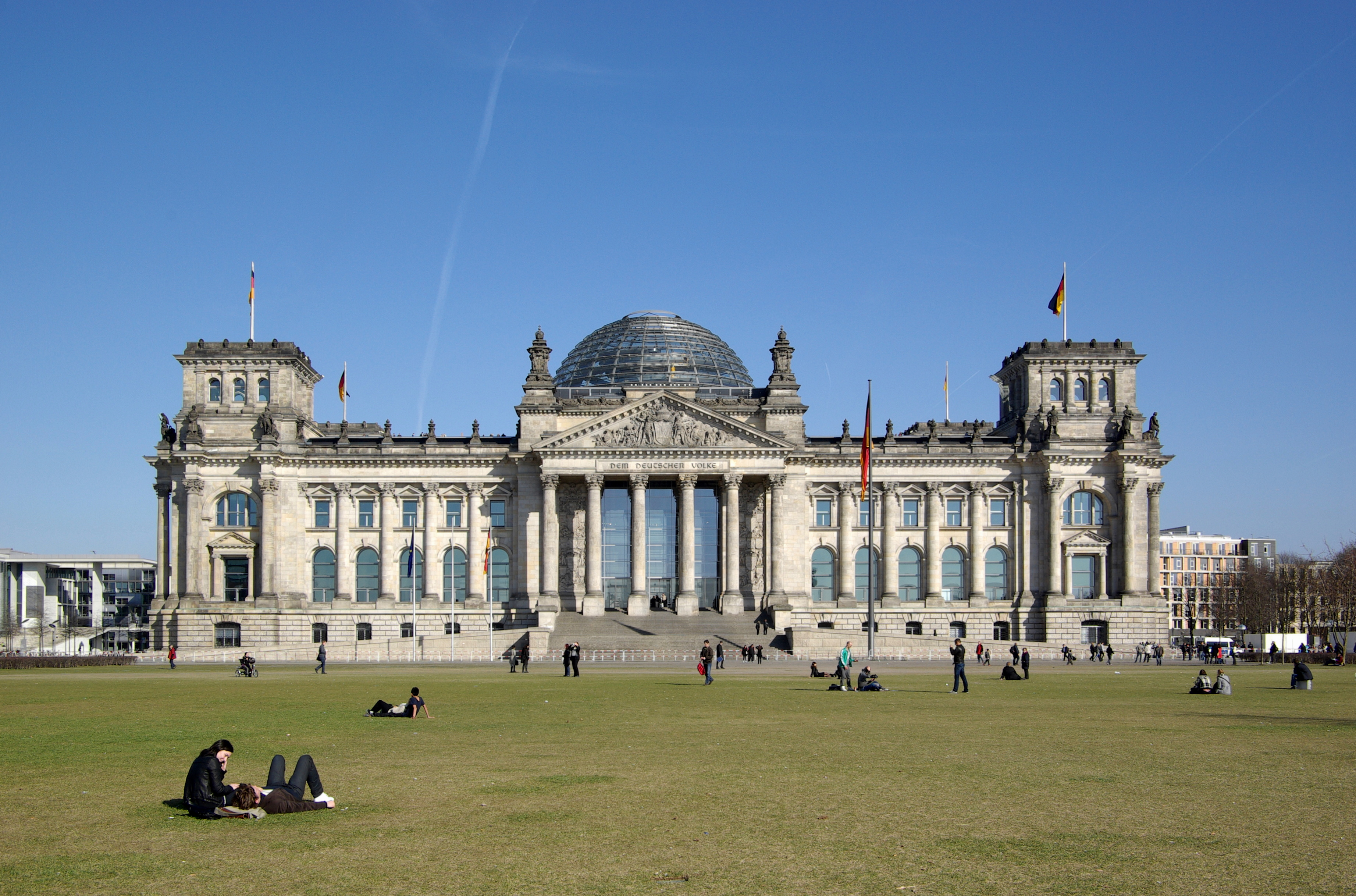
L'edifici del Reichstag

|  | Per a altres significats, vegeu «Reichstag (edifici)». |

El Reichstag ( ? i  escolteu-ne la pronunciació en alemany) era el nom de l'assemblea parlamentària o Parlament de l'Imperi Alemany i la República de Weimar, entre 1849 i el final de la Segona Guerra Mundial. El seu successor a la República Federal Alemanya d'avui en dia s'anomena Bundestag o Dieta Federal, actualment situat en l'antic edifici del Reichstag, a la capital del país, Berlín.

## Etimologia
El terme Reichstag (Dieta Imperial) és una composició alemanya de Reich (Imperi) i Tag (que en aquest cas no significa 'dia', sinó que és una derivació del verb tagen, que significa assemblea per al debat, i generalment es tradueix per 'Dieta'). El terme era una traducció directa del llatí, curia imperialis. Encara avui, a Alemanya, el parlament de cadascun dels estats federats (Länder) continua anomenant-se Landtag.

## Imperi Alemany
Amb la dissolució de la Confederació Alemanya el 1866 i la fundació de l'imperi Alemany (Deutsches Reich) el 1871, el Reichstag es va establir com el parlament alemany a Berlín i l'edifici actual de l'arquitecte Paul Wallot va ser edificat. Els membres del Reichstag van ser escollits per sufragi directe i igual per la població femenina. El Reichstag no va participar en l'elecció del Canceller fins a les reformes d'octubre de 1918.

## República de Weimar
Després de la Revolució de 1918 i l'establiment de la Constitució de Weimar, les dones van obtenir el dret de vot i ser elegides, i el parlament va tenir el dret de retirar la confiança per forçar al Canceller o qualsevol altre membre del govern a retirar-se.

## Tercer Reich
El 23 de març de 1933, un mes després de l'Incendi del Reichstag el parlament va cedir els seus poders al Govern Federal del Canceller Adolf Hitler aprovant la Llei de capacitació. A partir de llavors rarament es va reunir; la darrera ocasió va ser el 26 d'abril de 1942.

## Galeria

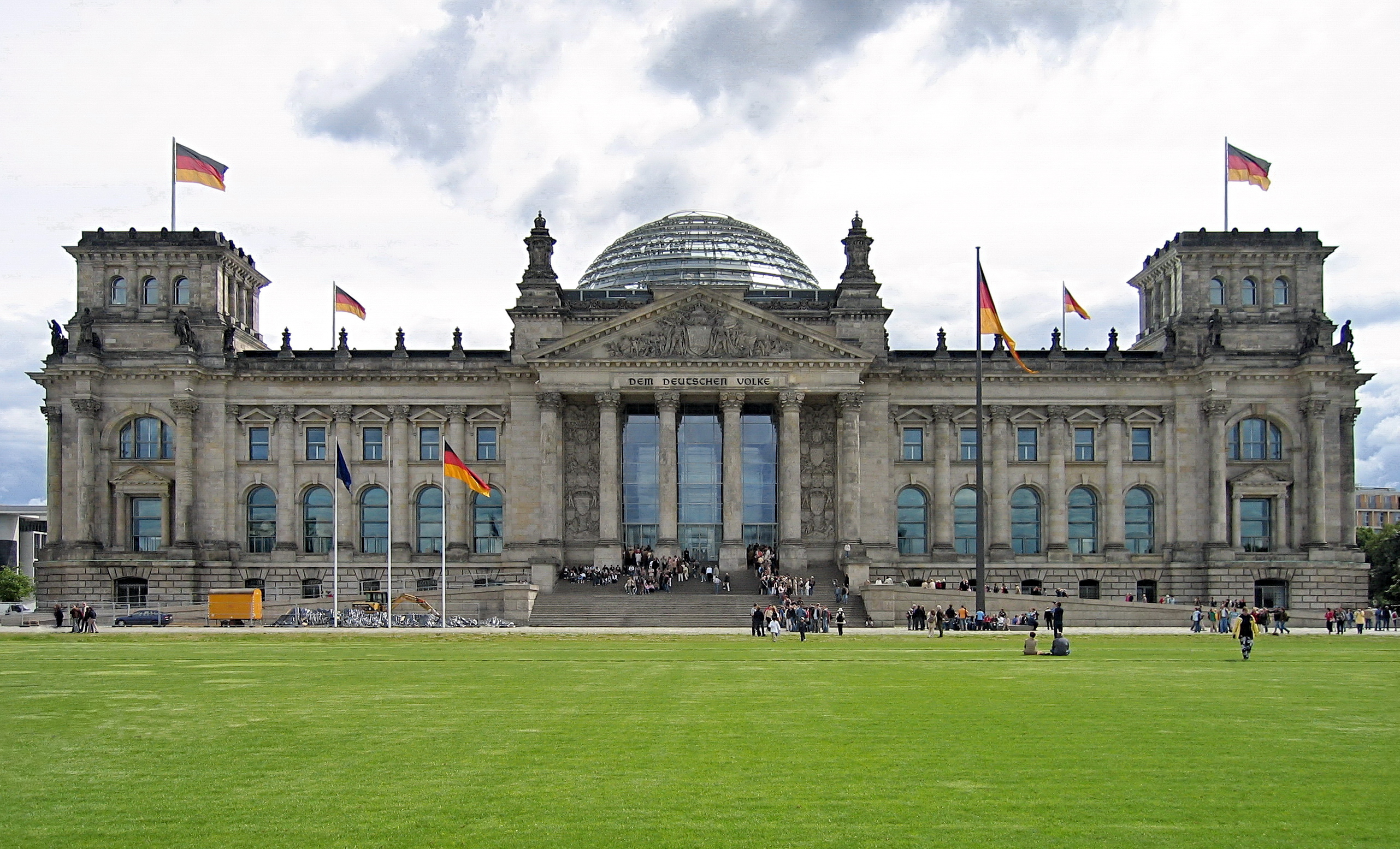
L'edifici Reichstag en l'actualitat
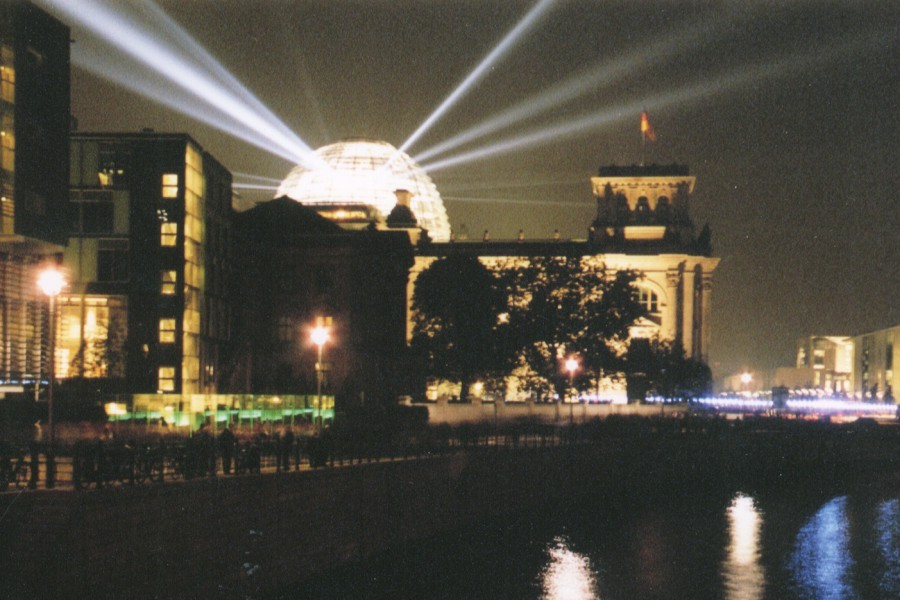
L'edifici Reichstag de nit
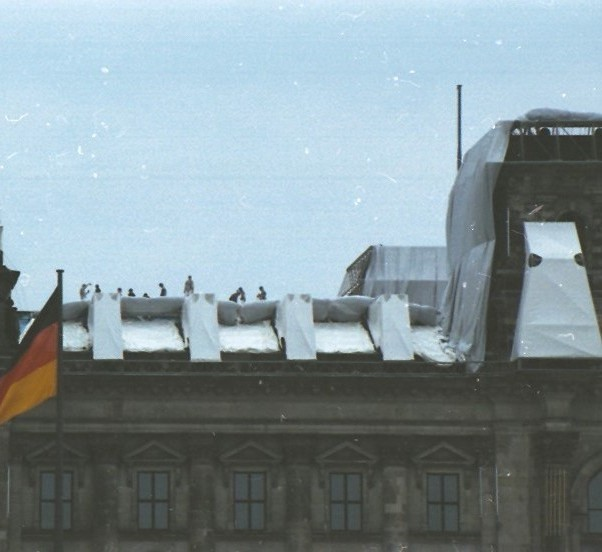
Christo comença a cobrir el Reichstag el 1992